# Cima delle Saline
Cima delle Saline (2612 m n. m.) je hora v Ligurských Alpách. Leží na území Itálie v regionu Piemont. Jedná se o třetí nejvyšší horu Ligurských Alp. Na vrchol je možné vystoupit od chat Rifugio Havis De Giorgio a Rifugio Ciarlo-Bossi.